# プラシーボ (アルバム)
『プラシーボ』（Placebo）は、イギリスのオルタナティヴ・ロック・バンド、プラシーボが1996年に発表した初のスタジオ・アルバム。

## 背景
本作に収録された曲のうち、「傷だらけの俺」は1995年にスープというユニットとのスプリット・シングルで発表されており、「カム・ホーム」はインディーズのディセプティヴ・レコードより1996年3月にシングルとして発表された。その後、シングル「36ディグリーズ」と本作がリリースされた。ブライアン・モルコは、本作について「ショート・ストーリーのコレクションみたいなアルバムにしたかった」「あちこちでショックを与えるものにしたかった」と語っている。
日本盤にボーナス・トラックとして追加収録された「ハグ・バブル」は、イギリスでは後にシングル「ティーンエイジ・アングスト」のカップリング曲としてリリースされ、「スラッカー・ビッチ」は1997年にリリースされたイギリス盤シングル「ナンシー・ボーイ」のカップリング曲となった。
本作でドラムスを担当したロバート・シュルツベルグと他のメンバーとの間に不和が生じたため、バンドはスティーヴ・ヒューイットを正式なドラマーとして迎え、シュルツベルグは1996年9月にバンドを脱退した。

## ジャケット
ジャケットには1996年当時12歳だった少年の写真が使われているが、これは少年のいとこ（プロの写真家であった）が撮影したもので、彼はこのジャケットが原因で学校でいじめを受け、最終的には退学する事態となったため、2012年6月にプラシーボを訴えることを表明した。

## 反響
本作は全英アルバムチャートで5位を記録。そして、アルバム発表後にシングル・カットされた「ティーンエイジ・アングスト」は全英シングルチャートで30位、「ナンシー・ボーイ」は4位、「傷だらけの俺」は14位に達した。

## 収録曲
全曲ともプラシーボ作。
1. カム・ホーム "Come Home" – 5:09
2. ティーンエイジ・アングスト "Teenage Angst" – 2:42
3. バイオニック "Bionic" – 5:00
4. 36ディグリーズ "36 Degrees" – 3:05
5. ハング・オン・トゥ・ユア・IQ "Hang On to Your IQ" – 5:13
6. ナンシー・ボーイ "Nancy Boy" – 3:47
7. アイ・ノウ "I Know" – 4:43
8. 傷だらけの俺 "Bruise Pristine" – 3:35
9. レイディー・オブ・ザ・フラワーズ "Lady of the Flowers" – 4:47
10. スワロウ "Swallow" – 4:53

### 日本盤ボーナス・トラック
1. スラッカー・ビッチ "Slacker Bitch" – 3:23
2. ハグ・バブル "Hug Bubble" – 3:02

## 参加ミュージシャン
- ブライアン・モルコ - ボーカル、ギター、キーター、ベース
- ステファン・オルスダル - ベース、ギター、モーグ・シンセサイザー、ローズ・ピアノ
- ロバート・シュルツベルグ - ドラムス、パーカッション、ディジュリドゥ